# Гогичев, Исаак Владимирович

Мемориальная доска Исааку Владимировичу Гогичеву на доме № 79 по улице Коцоева, Владикавказ

Иса́к (Исаак) Влади́мирович Го́гичев (осет. Годжыцаты Исахъ; 1930—1996) — советский осетинский актёр театра и кино. Заслуженный артист РСФСР (1978). Лауреат Государственной премии РСФСР им. Станиславского (1984). В 1963—1996 гг. — артист Северо-Осетинского академического театра имени В. Тхапсаева.

## Биография
Родился 15 марта 1930 года в селении Ортеви (Юго-Осетинская автономная область).
В 1955—1960 годах учился в Школе-студии МХАТ (класс В. О. Топоркова). Театральную деятельность начал в Юго-Осетинском государственном ансамбле песни и танца. В 1963 году принят в Северо-осетинский музыкально-драматический театр. Исполнял характерные роли.
Скончался в 1996 году во Владикавказе. Похоронен на Аллее Славы во Владикавказе.
Супруг заслуженной артистки СОАССР Зоя Дзбоева (поженились в 1961 году).
Память
- В марте 2005 года во Владикавказе на доме № 79 (в настоящее время здание является объектом культурного наследия[2]) по улице Коцоева, где жил Исаак Гогичев, была открыта мемориальная доска (автор — скульптор Михаил Дзбоев)[3].

## Фильмография
- «Ах, любовь»
- «Сюрприз»
- «Во всём виновата Залина» (СССР, 1977 год)
- «Мужское самолюбие»

## Награды
- Государственная премия РСФСР имени К. С. Станиславского (1984) — за исполнение роли в спектакле «Тимон Афинский» Шекспира
- Заслуженный артист РСФСР (1978)
- народный артист СОАССР
- заслуженный артист СОАССР
- Народный артист Абхазской АССР